# Leopold Rząsa
Leopold Rząsa pseud. Wacław, Augustyn, Jesiotr (ur. 23 lipca 1918 w Drabiniance (obecnie dzielnica Rzeszowa), zm. 31 stycznia 1949 w Rzeszowie) – polski działacz podziemia niepodległościowego w czasie II wojny światowej oraz powojennego podziemia antykomunistycznego.

## Życiorys
W czasie II wojny światowej był członkiem ZWZ-AK. Następnie był kierownikiem referatu informacji Rady WiN Rzeszów, a od końca 1946 kierownikiem Wydziału Informacji Okręgu WiN Rzeszów. Od maja 1947 piastował funkcję zastępcy prezesa Okręgu WiN Rzeszów – Władysława Koby pseud. „Marcin”. 16 lipca 1947 został aresztowany przez UB, podczas zatrzymania próbował ucieczki, skacząc z trzeciego piętra budynku WUBP przy ul. Jagiellońskiej w Rzeszowie. Został skazany na karę śmierci i stracony 31 stycznia 1949 w więzieniu na Zamku w Rzeszowie. 7 września 2015 szczątki Leopolda Rząsy zostały odnalezione przez zespół IPN pod kierownictwem prof. Krzysztofa Szwagrzyka na cmentarzu w Zwięczycy. Uroczyste wręczenie noty identyfikacyjnej rodzinie Leopolda Rząsy odbyło się 9 czerwca 2016 w Pałacu Prezydenckim w Warszawie.